# Myr Hornostajiwka
Myr Hornostajiwka (ukr. Футбольний клуб «Мир» Горностаївка, Futbolnyj Kłub "Myr" Hornostajiwka) – ukraiński klub piłkarski z siedzibą we wsi Hornostajiwka w obwodzie chersońskim. Założony w 1994 roku.

## Historia
Chronologia nazw:
- 1994—...: Myr Hornostajiwka (ukr. «Мир» Горностаївка)

Drużyna piłkarska Myr Hornostajiwka została założona we wsi Hornostajiwka w 1994 roku i reprezentowała Agrofirmę "Myr". Wcześniej zespół ze wsi Hornostajiwka występował w rozrywkach lokalnych i obwodowych, począwszy od lat 50. XX wieku. W 2008 debiutował w rozgrywkach Amatorskiej Lihi, w której uczestniczył również w 2009, 2010 i 2011. 4 lipca 2011 otrzymał status klubu profesjonalnego i 23 lipca 2011 roku debiutował w Drugiej Lidze. 24 marca 2014 z przyczyn finansowych klub zrezygnował z występów w II lidze. 
W czerwcu 2015 klub ponownie otrzymał licencję klubu profesjonalnego i startował w Drugiej Lidze.
28 czerwca 2019 klub został oficjalnie skreślony z listy klubów profesjonalnych i rozwiązany.

## Sukcesy
- mistrz Amatorskiej Lihi Ukrainy: 2010
- mistrz obwodu chersońskiego: 1997, 2005, 2006, 2007
- zdobywca Pucharu obwodu chersońskiego: 2006, 2007

## Trenerzy
...
- 2005:  Ołeksandr Sapelniak

...
- 07.2011–21.06.2016:  Ołeksandr Sapelniak
- 21.06.2016–28.08.2017:  Wiktor Bohatyr
- 28.08.2017–...:  Ołeksandr Sapelniak

## Inne
- Krystał Chersoń